# Arashio (destroyer)
Pour les autres navires du même nom, voir Arashio.
L'Arashio (荒潮) était un destroyer de classe Asashio en service dans la Marine impériale japonaise pendant la Seconde Guerre mondiale.

## Historique
Au moment de l'attaque sur Pearl Harbor, il est attribué à la 8e division de destroyers, intégré à la 2e escadre de destroyers de la 2e flotte. Il escorte le corps principal de la Force méridionale de l'amiral Nobutake Kondō, quittant le district de garde de Mako pour les invasions de la Malaisie et des Philippines en décembre 1941.
L'Arashio escorte un convoi de troupes de Mako vers Singora, puis Hong Kong le 5 janvier 1942. Il escorte un autre convoi de troupes à Davao, puis accompagne la force d'invasion d'Ambon le 31 janvier, la force d'invasion de Makassar le 8 février et la force d'invasion de Bali/Lombok le 18 février.
Dans la nuit du 19 février 1942, l'Arashio participe à la bataille du détroit de Badung. Affecté à la 2e flotte, il prend part à la bataille de Corregidor durant le mois d'avril et de mai avant de revenir à Kure. Après une escorte de convoi pour Guam, il rejoint l'escorte de la force d'Invasion pendant la bataille de Midway, sous le commandement de l'Amiral Takeo Kurita. Il sauve, en compagnie du destroyer Asashio, des survivants du croiseur Mikuma. Le 6 juin, il est frappé par une bombe américaine tuant 37 membres d'équipage, dont plusieurs survivants du Mikuma, et faisant un certain nombre de blessés. En dépit de gros dégâts, il escorte le croiseur Mogami à Truk. Il subit des réparations d'urgence par l'Akashi avant de retourner à Sasebo le 23 juillet.
Après ses réparations, l'Arashio rejoint Rabaul le 20 octobre, où il effectue treize “Tokyo Express” à Buna, Shortland, Kolombangara, Wewak et Guadalcanal, opération Ke, à la mi-février 1943. Le 20 février, il sauve des survivants de son sister-ship Ōshio au large de Wewak. L'Arashio est réaffecté dans la 8e flotte le 25 février 1943.
Au cours de la bataille de la mer de Bismarck, il est endommagé par trois bombes larguées d'un bombardier B-25 Mitchell de l'USAAF le 3 mars. Son gouvernail endommagé provoque une collision avec le transport de troupes Nojima Maru. Le destroyer Yukikaze secourt 176 survivants. Le navire à l'abandon sera coulé par des avions de la marine des États-Unis, à la position 7° 15′ S, 148° 30′ E, à environ 55 milles marins au sud-est de Finschhafen, en Nouvelle-Guinée. Il est rayé des listes de la marine le 1er avril 1943.